# Скат колючий
Колючий скат (Amblyraja radiata) — вид скатів з роду Amblyraja родини ромбові скати. Інші назви «зірчастий скат», «скат променевий». Є об'єктом промислового вилову.

## Опис
Скат середнього розміру — сягає 60-80 см, ваги до 2 кг. Тулуб широкий та ромбоподібний як у всіх представників цієї родини. Великих, окремо лежачих шипів, на тілі немає. Добре виражений серединний рядок шипів, що проходить по спинному боці тіла від очей до хвостового плавця. У ньому від 12-20, але не більше 22 шипів різного розміру. Нирки відсутні. На верхній стороні хвоста присутні довгі плавці. Спинна сторона тіла оливково-коричнева з дрібними чорними крапками і округлими світлими кремовими плямами («очками») або без них. Черевна сторона тіла рівна білувата.

## Спосіб життя
Донний вид — бентофаг. Полюбляє піщаний та кам'янистий ґрунт від 20 до 100 м. Живиться ракоподібними, молюсками, голкошкірими та дрібною рибою.
Статева зрілість настає при розмірі ската у 30 см. Ікра становить 6-7 см.

## Розповсюдження
Широко поширений в північній частині Атлантики. Зустрічається біля Гренландії, у затоці Св. Лаврентія, південно-західному узбережжі о. Ньюфаундленда до штату південна Кароліна (США), водах Північного (до Ла-Манша), Баренцева моря, прилеглих частинах Карського та Білого морів.